# Airton Ribeiro Santos
Airton Ribeiro Santos, mais conhecido como Airton (Rio de Janeiro, 21 de fevereiro de 1990), é um ex-futebolista brasileiro que atuava como volante e zagueiro. Atualmente é professor da Escola de Futebol Botafogo Academy Ubá, Minas Gerais.

## Carreira

### Categorias de base
Revelado no Nova Iguaçu, começou sua carreira profissional em 2007 quando foi emprestado ao Mesquita por quatro meses.
Observado por Adílio, o então técnico das divisões de base do Flamengo, foi contratado em 2008, por empréstimo, para se integrar aos juniores do clube.

### Flamengo
Todavia, no transcorrer de 2008, acabou sendo integrado ao time principal e, em 2009, já se consolidaria como titular da equipe, jogando como terceiro zagueiro, no entanto fora de sua posição de origem no meio-campo. Com o decorrer das partidas, voltou para sua posição de origem, mas também não deixava de ser eficiente atuando como zagueiro quando o clube precisou.

### Benfica
Depois de ajudar o Flamengo na conquista do título nacional em 2009, em dezembro acertou sua transferência para o Benfica, que foi acertada em janeiro de 2010.

### Retorno ao Flamengo
Em 2011, acertou sua volta ao Flamengo por empréstimo de um ano.
Em junho de 2012 atingiu a marca de 100 jogos pelo Flamengo, numa vitória frente ao Coritiba.

### Internacional
Em fevereiro de 2013, acertou com o Internacional. No total, Airton disputou 27 jogos e marcou um gol.

### Botafogo
Em janeiro de 2014, Airton foi cedido ao Botafogo a princípio até julho, depois foi renovado por mais um ano.
Fez parte do elenco rebaixado para a Série B do ano seguinte, sendo muito pouco aproveitado na temporada pelo técnico Vágner Mancini, devido a seu temperamento. Em pesquisa realizada pelo portal UOL Esporte em dezembro de 2014, Airton foi escolhido por outros jogadores, o segundo jogador mais violento do país, a menos de 1% do primeiro, Willians.
Terminado seu contrato com o Benfica no meio de 2015, chegou a ser dispensado do Botafogo em junho, devido a seu alto salário, mas em setembro foi recontratado com vencimentos dentro do teto estipulado pela diretoria.

### Renovação com o Botafogo
Em 2016, devido uma reformulação do elenco, Airton começou a receber novas chances do técnico Ricardo Gomes, no Campeonato Carioca 2016 e a Série A 2016. Durante a temporada teve uma melhora significativa de produção nos jogos, usando menos da violência e se mostrando um jogador altamente técnico, sendo uma peça fundamental meio-campo do Botafogo, ao lado de Rodrigo Lindoso e Bruno Silva.
No dia 3 de fevereiro de 2017 marcou seu primeiro gol com a camisa do Botafogo, em jogo da fase preliminar da Libertadores da América contra o Colo-Colo do Chile, no Estádio Nilton Santos, acertando um chutaço rasteiro de fora da área. Ao comemorar, se emocionou.
Após oscilar boas e más atuações devido às lesões, Airton encerrou sua passagem pelo Botafogo.

### Fluminense
Foi contratado pelo Fluminense para jogar a temporada 2018. Após apenas duas partidas Airton se machucou, ficando sem previsão se retorno.

## Títulos
Flamengo
- Campeonato Brasileiro: 2009
- Campeonato Carioca: 2008 e 2009
- Taça Guanabara: 2008
- Taça Rio: 2009
- Troféu João Saldanha: 2009

Benfica
- Campeonato Português: 2009–10
- Taça da Liga: 2009–10 e 2010–11

Internacional
- Taça Farroupilha: 2013
- Campeonato Gaúcho: 2013

Botafogo
- Campeonato Brasileiro - Série B: 2015
- Taça Guanabara: 2015

Fluminense
- Taça Rio: 2018